# Karen Spärck Jones
Karen Ida Boalth Spärck Jones (Huddersfield, 26 augustus 1935 – 4 april 2007) was een  Britse computerwetenschapper die verantwoordelijk is voor het concept van de Inverse Document Frequency (IDF), een technologie die aan de basis ligt van de meeste moderne zoekmachines.

## Leven en werk
Karen Ida Boalth Spärck Jones werd geboren in Huddersfield, Yorkshire, Engeland.
Spärck Jones studeerde van 1953 tot 1956 geschiedenis aan het Girton College in Cambridge. Tijdens haar tijd in Cambridge sloot Spärck Jones zich aan bij de Cambridge Language Research Unit (CLRU) en ontmoette ze het hoofd van CLRU Margaret Masterman, die haar zou inspireren om computerwetenschappen te gaan studeren.
Spärck Jones werkte vanaf eind jaren vijftig bij de Cambridge Language Research Unit, en vervolgens, tot haar pensionering in 2002, bij het Cambridge University Computer Laboratory.
Haar publicaties omvatten negen boeken en talrijke artikelen. Een volledige lijst van haar publicaties is verkrijgbaar bij het Cambridge Computer Laboratory.
In 1964 publiceerde Spärck Jones een fundamenteel artikel op het gebied van natuurlijke taalverwerking met de titel "Synonymy and Semantic Classification". Een van haar belangrijkste bijdragen was het concept van de Inverse Document Frequency (IDF) dat ze in 1972 in een artikel introduceerde. IDF wordt tegenwoordig in de meeste  zoekmachines gebruikt, meestal als onderdeel van het TF-IDF-wegingsschema ( Frequency-Inverse Document Frequency ). In de jaren tachtig begon Spärck Jones met haar werk aan de eerste spraakherkenningssystemen.
Spärck Jones overleed op 4 april 2007 op 71-jarige leeftijd.
In 2008 heeft de BCS Information Retrieval Specialist Group (BCS IRSG) in samenwerking met de British Computer Society een jaarlijkse Karen Spärck Jones Award in het leven geroepen ter ere van haar, om onderzoek te stimuleren en te promoten dat het begrip van natuurlijke taalverwerking of informatieopvraging bevordert.

### Eervolle vermeldingen en prijzen (selectie)
- Gerard Salton-prijs (1988)[11]
- In 1993 verkozen tot Fellow van de Association for the Advancement of Artificial Intelligence (AAAI)[12][13]
- Voorzitter van de Association for Computational Linguistics (ACL) in 1994[13]
- Eredoctoraat in de wetenschappen van The City University in 1997.[10]
- Verkozen tot Fellow van de British Academy (FBA), waar ze in 2000-2002 ook als Vice-President diende[14]
- Fellow van de Europese Vereniging voor Kunstmatige Intelligentie (ECCAI)[13]
- Prijs van Verdienste van de Vereniging voor Informatiewetenschap en Technologie (ASIS&T) (2002)[15]
- Levenslange onderscheiding van de Association for Computational Linguistics (ACL) (2004)[16]
- ACM - AAAI Allen Newell Award (2006)[14]
- BCS Lovelace-medaille (2007)[14]
- Association for Computing Machinery (ACM) Vrouwengroep Athena Award (2007)[15]